# Oneida (Wisconsin)
Oneida es un pueblo ubicado en el condado de Outagamie en el estado estadounidense de Wisconsin. En el Censo de 2010 tenía una población de 4.678 habitantes y una densidad poblacional de 29,68 personas por km².

## Geografía
Oneida se encuentra ubicado en las coordenadas 44°29′1″N 88°14′24″O / 44.48361, -88.24000. Según la Oficina del Censo de los Estados Unidos, Oneida tiene una superficie total de 157.62 km², de la cual 157.59 km² corresponden a tierra firme y (0.02%) 0.03 km² es agua.

## Demografía
Según el censo de 2010, había 4.678 personas residiendo en Oneida. La densidad de población era de 29,68 hab./km². De los 4.678 habitantes, Oneida estaba compuesto por el 52.67% blancos, el 1.24% eran afroamericanos, el 39.76% eran amerindios, el 0.17% eran asiáticos, el 0.02% eran isleños del Pacífico, el 1.05% eran de otras razas y el 5.09% pertenecían a dos o más razas. Del total de la población el 5.62% eran hispanos o latinos de cualquier raza.